# Дулдуг
Дулдуг (рос. Дулдуг) — село Агульського району, Дагестану Росії. Входить до складу муніципального утворення Сільрада Дулдузька.
Населення — 542 (2010).

## Історія
У 1926 році село належало до Кюрінського району.

## Населення
За даними перепису населення 2002 року в селі мешкало 522 осіб. В тому числі 250 (47.89 %) чоловіків та 272 (52.10 %) жінок.
Переважна більшість мешканців — агули (100 % від усіх мешканців). У селі переважає агульська мова.
У 1926 році в селі проживало 380 осіб.